# NGC 6765
NGC 6765 је планетарна маглина у сазвежђу Лира која се налази на NGC листи објеката дубоког неба.
Деклинација објекта је + 30° 32' 47" а ректасцензија 19h 11m 6,5s. Привидна величина (магнитуда) објекта NGC 6765 износи 12,9 а фотографска магнитуда 13,1. NGC 6765 је још познат и под ознакама PK 62+9.1, CS=16.0.